# 佩尔尼克
佩尔尼克位于保加利亚西部斯特鲁马河畔，是佩尔尼克州的首府，人口121,366人（2007年）。以重工業為主。

## 友好城市
| - 美国内华达州拉斯维加斯 - 德国马格德堡 - 瑞士洛桑 - 马其顿斯科普里 - 波兰卢布林 - 法国卡昂 | - 威尔士加的夫 - 意大利米兰 - 塞尔维亚奥布雷诺瓦茨 - 斯洛文尼亚卢布尔雅那 - 克罗地亚斯普利特 - 波斯尼亚和黑塞哥维那图兹拉 | - 希腊伊拉克利翁 - 捷克俄斯特拉发 - 奥地利格拉茨 - 丹麦奥胡斯 - 乌克兰卢甘斯克 |